# Catedral del Sagrado Corazón (Pensacola)
La Catedral del Sagrado Corazón (en inglés: Cathedral of the Sacred Heart ) es la sede del obispo de la Diócesis de Pensacola-Tallahassee al sur de Estados Unidos. Comparte esta distinción con la Co-Catedral de Santo Tomás Moro en Tallahassee. La catedral fue llamada así en honor del Sagrado Corazón de Jesús, y se encuentra en Pensacola, Florida.
Pensacola estaba en la diócesis de Mobile cuando el obispo Edward Allen pidió al Padre Fullerton de la iglesia de San Miguel en 1905 que supervisara la construcción de la Iglesia del Sagrado Corazón. La nueva iglesia todavía estaba en construcción cuando un huracán atacó la ciudad en 1906 y destruyó el techo. Fue reconstruido y el Obispo Allen dedicó la iglesia de estilo gótico en abril de 1907. En el momento de la parroquia tenía veinticinco familias. 
La actual iglesia fue dedicada por el arzobispo Thomas J. Toolen de Mobile el 18 de mayo de 1967. Se trata de un edificio de ladrillo diseñado en una interpretación moderna del estilo románico para las Basílicas. Fue elevada a catedral en 1975.